# Michał Kalecki
Michał Kalecki est un économiste polonais né le 22 juin 1899 et mort le 18 avril 1970.
Ses principaux travaux ont porté sur la théorie des cycles économiques. Il a également apporté des avancées décisives dans l'application des mathématiques à la dynamique économique. 
L'originalité de Michał Kalecki est d'avoir construit sa théorie sur la base de concepts marxistes, tout en la reliant avec des concepts propres à l'économie keynésienne. Ainsi, sa théorie intègre aussi bien les conflits de classe, que les concepts plus keynésiens de redistribution des revenus et de concurrence imparfaite. 
Certains de ses travaux inspirèrent les keynésiens de l'école de Cambridge, en particulier Joan Robinson et Nicholas Kaldor, ainsi que des économistes américains post-keynésiens.

## L'équation de Kalecki: la détermination des profits globaux
Un aspect marquant de l'œuvre de Kalecki est son analyse de la détermination des profits, à partir de la demande globale. Cela le conduit à formuler une équation, très connue, qui aura une influence importante sur le courant post-keynesien, notamment sur les travaux de Nicholas Kaldor et Joan Robinson.
Kalecki part du principe qu'il y a deux types d'agents, les capitalistes et les travailleurs, et se situe dans le cadre d'une économie fermée où l'on peut négliger les dépenses du gouvernement. À partir de là, Kalecki formule l'identité comptable suivante :
{\displaystyle Y=I+C_{p}+C_{w}\,}  (1)
qui signifie que le produit national ({\displaystyle Y}) est égal aux dépenses de consommation des capitalistes, financées grâce aux profits ({\displaystyle C_{p}}), et aux dépenses de consommation des travailleurs, financées grâce aux salaires ({\displaystyle C_{w}}), plus l'investissement ({\displaystyle I}).
D'autre part, le revenu national est également égal à la somme des salaires ({\displaystyle W}) plus les profits ({\displaystyle P}), qui incluent les profits distribués (dividendes) et non distribués et les intérêts.
{\displaystyle Y=W+P\,}  (2)
Kalecki fait également l'hypothèse que les travailleurs utilisent la totalité de leur salaire pour leur consommation, autrement dit que : 
{\displaystyle W=C_{w}\,}
À partir de cette dernière hypothèse, et des équations (1) et (2), on peut donc écrire l'équation dite de Kalecki :
{\displaystyle P=I+C_{p}\,} (3)
C'est-à-dire que les profits = l'investissement + la consommation sur profit des capitalistes. 
Dans le cadre de son raisonnement, avec des hypothèses simples, Kalecki parvient à une conclusion forte : les profits sont égaux aux investissements des capitalistes et à leurs dépenses de consommation. Il reste à déterminer dans quel sens joue la causalité. On peut, par exemple, penser que ce sont les profits qui déterminent l'investissement et la consommation : si les capitalistes décident d'accroître leurs profits, alors leur consommation et leur investissement seront plus grands. Kalecki privilégie la causalité inverse. Pour lui, les capitalistes ne peuvent déterminer directement leur profit et ce sont donc les décisions d'investissements et les dépenses de consommation des capitalistes qui fixent leurs profits : plus les capitalistes dépenseront et investiront, plus leurs profits seront grands.
Kalecki justifie ainsi son raisonnement : « Il est clair que les capitalistes peuvent décider de consommer ou d'investir durant une période donnée plus qu'à la période précédente, mais ils ne peuvent décider de gagner plus. Ce sont, en conséquence, leurs décisions d'investissement et de consommation qui déterminent les profits, et non l'inverse. »   Kaldor résumait cette proposition dans un aphorisme célèbre : « les capitalistes gagnent ce qu'ils dépensent, les travailleurs dépensent ce qu'ils gagnent ».